# رنسانس عربی
رنسانس عربی (عربی: النهضة العربية) که به عنوان «بیداری عرب» یا جنبش روشنگری عرب شناخته می‌شود، یک وضعیت فکری و اجتماعی است که عمدتاً در مصر و سوریه عثمانی به وجود آمد و در طی قرن نوزدهم به دیگر کشورهای عربی مانند بغداد و مراکش نیز گسترش یافت. بعضی از مورخان مانند آلبرت هورانی تاریخ مبارزات رنسانس را در سال ۱۷۹۸ همزمان با حملات بناپارت قرار می‌دهند و بعضی دیگر آن را با ورود ابراهیم پاشا به سوریه در سال ۱۸۳۲ مصادف می‌دانند که با جنگ جهانی اول در سال ۱۹۱۴ پایان یافت. رنسانس منجر به ظهور و رشد دوباره زبان عربی و جلوگیری از انقراض آن شد و ادبیات عربی مدرن را در طی قرون معرفی کرد و از طریق انجمن‌های سیاسی، احساسات هویت عرب را دوباره به جریان انداخت و همچنین هویت کشورهای عربی مختلف و رابطه آن‌ها با دولت عثمانی را مورد بحث قرار داد.

## عوامل بیداری اعراب
عوامل متعددی در بیداری اعراب در اواسط قرن هجدهم و گستردگی و تنوع منابع آن در طول قرن نوزدهم و بیستم وجود داشت که می‌توان آن‌ها را به عوامل داخلی و خارجی تقسیم نمود:

### عوامل داخلی
- جنبش اصلاحات اسلامی.
- جمعیت‌ها و احزاب سیاسی.
- سیاست تاریک.

### عوامل خارجی
- گسترش وطن عربی با ایده اروپایی.
- حملات فرانسه علیه مصر و سرزمین شام.
- اصلاحات محمدعلی.
- هیئت‌ها و گروه‌هایی که به احیای جنبش آموزشی و فرهنگی کمک کرده‌اند.[۳][۱][۲][۴]

## مظاهر بیداری اعراب

### جنبش‌های اصلاحات اسلامی
در جهان عرب، چندین جنبش اسلامی برای ترویج اعراب و مسلمانان با هدف از بین بردن عوامل عقب ماندگی ناشی از گسترش بدعت‌ها و خرافات که به اسلام پیوند خورده‌اند به وجود آمد. این جنبش‌ها خواستار اصلاحات بقرار زیر بودند:
- ضرورت بازگشتن به قرآن و سنت پیامبر به عنوان اساس وحدت مسلمانان
- پاک کردن دین اسلام از افتراهایی که در طی قرون بر آن نشسته‌است
- گشودن راه جهاد
- جهاد علیه استعمار

این جنبش در بیداری فکری اعراب سهم بسزایی داشت.

### جهت‌گیری عربی اسلامی
ربع آخر قرن نوزدهم یکی از خطرناک‌ترین مراحل بود. دولت عثمانی که در مسیر سقوط و سرنگونی قرار داشت، در معرض تجزیه و جدایی برخی از ایالت‌های آن قرار گرفت. علاوه بر این دخالت‌های کشورهای خارجی نیز افزایش یافت و حاکم وقت به  کنترل هرچه بیشتر به خصوص در کشورهای غربی پناه برد.
سلطان عبدالحمید در ابتدای حکومت خود مجبور شد قانون اساسی مدحت پاشا را که به پدر قانون اساسی معروف بود بپذیرد که بعدها او را به حاکم قانون اساسی تبدیل کرد، اما به فاصله کمی دستور انحلال پارلمان و تعلیق قانون اساسی را به‌طور نامحدود صادر نمود.

### آغاز ظهور ویژگی‌های رنسانس در مناطق مختلف

#### آغاز ظهور بیداری صنعتی، اقتصادی و سیاسی
با آغاز قرن بیستم در حمص ۵۰۰۰ کارگر به تنهایی در بخش نساجی کار می‌کردند بنحوی که این شهر با کارخانه‌های آن بسیار معروف شد. سالانه بیست کشتی از فرانسه برای انتقال دخانیات کوه لاذقیه که کیفیت بالایی داشت به اروپا به این شهر می‌آمد و شعبه بانک فرانسوی و انگلیسی در سوریه افتتاح شد.

#### آغاز تأسیس کتابخانه‌ها، دانشگاه‌ها و تئاتر
علاوه بر رشد اقتصادی و سیاسی، عمده مساجد و کتابخانه‌ها در طول رنسانس مجدداً باز شدند. در سال ۱۸۸۰ نیز بعضی از کتابخانه‌ها به عنوان کتابخانه مجازی تأسیس شدند و کارشان را شروع کردند. دانشگاه دمشق و دانشگاه آمریکایی و دانشگاه سنت جوزف در بیروت و همچنین دانشگاه حکمت در عراق نیز در این دوره بازگشایی شدند.